# Lochlann Ó Mearáin
Lochlainn O'Mearain es un actor irlandés, conocido por haber interpretado a Rohan en la serie Mystic Knights of Tir Na Nog.

## Biografía
Lochlann está casado y tiene cuatro hijos.

## Carrera
En septiembre de 1998, se unió al elenco principal de la serie The Mystic Knights of Tir Na Nog, donde interpretó a Rohan hasta el final de la serie en mayo de 1999. En 2000 dio vida a Hoppy Crosby en la serie Glenroe. En 2015 se unió al elenco recurrente de la nueva serie Outlander, donde interpretó a Horrocks.

## Filmografía[4]

### Series de televisión
| Año         | Título                           | Personaje           | Notas                            |
| ----------- | -------------------------------- | ------------------- | -------------------------------- |
| 2016        | Éirí Amach Amú                   | Michael Collins     | 2 episodios - miniserie          |
| 2015        | Outlander                        | Horrocks            | 2 episodios                      |
| 2015        | Vikings                          | 1.er. Noble         | 3 episodios                      |
| 2014        | The Musketeers                   | Gallagher           | episodio "Knight Takes Queen"    |
| 2013        | Scéal                            | Artó                | episodio "Bás Artó Leary"        |
| 2011        | Ros na Rún                       | Dara Ó Ríordáin     | 9 episodios                      |
| 2010        | Seacht                           | Mr. Mellor          | episodio # 4.2                   |
| 2007        | The Tudors                       | Mensajero           | episodio "His Majesty, the King" |
| 2005        | The Clinic                       | Agente Inmobiliario | episodio # 3.9                   |
| 2003        | My Hero                          | Paciente            | episodio "Time and Time Again"   |
| 2003        | Holby City                       | Rob Walker          | episodio "For Better, for Worse" |
| 2001        | Rí Rá                            | Varios Personajes   | -                                |
| 2000 - 2001 | Glenroe                          | Hoppy Crosby        | -                                |
| 1998 - 1999 | The Mystic Knights of Tir Na Nog | Rohan               | 49 episodios                     |

### Películas
| Año  | Título                               | Personaje             | Notas                                                                                               |
| ---- | ------------------------------------ | --------------------- | --------------------------------------------------------------------------------------------------- |
| 2016 | Love and Friendship                  | Lord Manwaring        | junto a Kate Beckinsale, Chloë Sevigny, Xavier Samuel, Stephen Fry, James Fleet & Jemma Redgrave    |
| 2015 | Braid                                | Isaac                 | corto - junto a Emmet Byrne, Katie Honan & Brandon Noble                                            |
| 2015 | Pilgrimage                           | Lopsided              | junto a Richard Armitage, Tom Holland, Jon Bernthal, John Lynch, Stanley Weber & Hugh O'Conor       |
| 2015 | Jubilee Nurse                        | Frank Brady           | corto - junto a Michelle Beamish, tephen Hogan, Andrew Macklin & Elva Trill                         |
| 2014 | Poison Pen                           | Oficial Molloy        | junto a Aoibhinn McGinnity, Paul Ronan, Aaron Heffernan, Susan Loughnane & Gemma-Leah Devereux      |
| 2014 | Suanscéal                            | Padre                 | corto - junto a Micheál O'Gruagain & Macdara Seoighe                                                |
| 2013 | The O'Briens                         | Brendan Blake         | junto a Liam McMahon, Tommy O'Neill, Emmett Hughes, Slaine Kelly, Amber Jean Rowan & Kellie Blaise  |
| 2009 | Holy Water                           | Donal O'Connell       | junto a John Lynch, Cornelius Clarke, Susan Lynch, Linda Hamilton, Stanley Townsend & Angeline Ball |
| 2008 | Nollaig Shona                        | Fear Gnó              | corto - junto a Sean McDonagh, Áine Ní Dhroighneáin, Eamonn Hunt & Prudence the Dog                 |
| 2004 | An Díog Is Faide                     | Pat O'Callaghan       | corto - junto a Stephen D'Arcy, Aonghus Og McAnally, Caitríona Ní Mhurchú & Seán T. Ó Meallaigh     |
| 2004 | King Arthur                          | Comandante Romano     | junto a Clive Owen, Ioan Gruffudd, Mads Mikkelsen, Hugh Dancy, Ray Winstone & Ray Stevenson         |
| 2003 | Benedict Arnold: A Question of Honor | Capitán de la Milicia | junto a Aidan Quinn, Kelsey Grammer, Flora Montgomery, John Light & John Kavanagh                   |

### Apariciones
| Año  | Título               | Personaje      | Notas      |
| ---- | -------------------- | -------------- | ---------- |
| 2013 | A Terrible Beauty... | Piaras Béaslaí | documental |
| 2012 | The Summit           | Ger McDonnell  | documental |